# Сакаи
 Тази статия е за града в префектура Осака, Япония.  За града в префектура Фукуи вижте Сакаи (Фукуи).  
Сакаи е град в Япония в префектура Осака. Населението му е 831 017 жители (по приблизителна оценка от октомври 2018 г.), Площта му е 149,99 кв. км. Намира се в часова зона UTC+9. Кмет към 2011 г. е Осами Такеяма. Градът е основан на 1 април 1889 г. Разделен е на 7 градски района. Сакай е важен пристанищен град на Япония.

## Побратимени градове
- Бъркли (Калифорния)
- Танигашима
- Уелингтън